# كي هاتاكياما
كي هاتاكياما (باليابانية: 畠山 啓) (13 أغسطس 1967 في أكيتا في اليابان – )؛ هو لاعب كرة قدم سابق كان يلعب كمدافع.